# Донецька вугільна енергетична компанія
Державне підприємство «Донецька вугільна енергетична компанія» створено 18 серпня 2004 року.
До складу підприємства входять шахти:
- Шахта «Жовтневий рудник»
- Шахта «Куйбишівська»
- Шахта «Лідієвка»
- Шахта «Трудівська»
- Шахта «Моспинська»
- Шахта «Південнодонбаська № 3»
- Шахта імені Є. Т. Абакумова
- Шахта імені М. І. Калініна (Донецьк)
- Шахта імені О. О. Скочинського
- Шахта «Путилівська»

Річний обсяг видобутку шахт становить 4,7 млн тонн, з них добувається 50 % коксівних й 50 % енергетичних вугіль. Видобутком вугілля зайняті 22 тисячі трудящих.
8 шахт компанії розташовані в місті Донецьку, одна шахта в м. Вугледарі й одна шахта в м. Моспине.
Вибої компанії оснащені високопродуктивною технікою нового покоління: комплексами — 3КД90, 2КД-80; очисними комбайнами — УКД200, КДК500, 2ГШ68Б; прохідницькими комбайнами типу — КСП32, П110, RH45, 4ПП2М, КПУ, ГПКС.
Шахта «Південнодонбаська N3» розташована в Вугледарі. Розробляє 3 вугільних пласти, запасів яких вистачить на 120 років роботи підприємства. Виробнича потужність шахти — 1 млн. 200 тис.тонн вугілля в рік.
Шахта «Трудівська» відпрацьовує 2 потужних вугільних пласти. Після уведення в експлуатацію другої лави із січня 2006 року щодобовий видобуток складе 3000 т. Запасів вугілля в надрах досить для роботи шахти ще протягом 80 років. 
Шахта ім. А. А. Скочинського розробляє один потужний вугільний пласт. У роботі перебувають 3 очисних вибої, щодобова видобуток з яких становить 1600 тонн. Запасів вугілля вистачить для роботи шахти протягом 100 років.
Шахта ім. Е. Т. Абакумова відпрацьовує в цей час один високоякісний пласт. Усього ж до відпрацьовування в межах шахтного поля є чотири вугільних пласти, запасів яких вистачить для роботи шахти протягом 100 років. Ведеться реконструкція шахти й у перспективі при уведенні в експлуатацію додатково 1-2 очисних вибоїв щодобовий видобуток шахти зросте в 2-3 рази.
Одна з найстарших шахт компанії — «Лідіївка» — відпрацьовує 2 малопотужних пласти, у роботі перебувають 3 очисних вибої, що забезпечують щодобовий видобуток у розмірі 400 тонн. Запасів вугілля вистачить для роботи шахти протягом 20 років.
Шахта ім. Калініна, розташована в центральній частині м. Донецька, відпрацьовує один вугільний пласт коксівного вугілля, запасів якого досить для роботи шахти ще протягом 13 років. Після уведення в експлуатацію другої лави щодобовий видобуток вугілля по шахті складе 1000—1400 т.
Шахта «Жовтневий рудник» відпрацьовує два вугільних пласти, запасів яких вистачить для роботи підприємства ще протягом 100 років. 
Шахта «Моспинська» розташована в м. Моспине за 25 км від м. Донецька. Відпрацьовує один вугільний пласт, запасів якого вистачить для роботи шахти ще протягом багатьох років. 
Шахти «Південнодонбаська N3», Лідіївка, ім. Абакумова, ім. Скочинського, ім. Калініна, Жовтневий рудник мають пансіонати для відпочинку трудящих на Азовському та Чорному морі, у Лиманській міській громаді Донецької області.